# Iwan Stelmach (1882–1957)
Iwan Iwanowicz Stelmach (ur.  22 sierpnia?/3 września 1882 we wsi Omieleniec w powiecie brzeskolitewskim w guberni grodzieńskiej, zm. 2 grudnia 1957 w Smoleńsku)  – radziecki funkcjonariusz służb specjalnych, major NKWD, jeden z wykonawców zbrodni katyńskiej.

## Życiorys
Nie posiadał wykształcenia, pracował jako pastuch, później na roli w gospodarstwie ojca. Od listopada 1903 do marca 1909 służył w pułku piechoty rosyjskiej armii jako szeregowy i podoficer, później został kontrolerem służby ruchu na stacji Smoleńsk, następnie pracownikiem remontowym w zakładach produkcji pocisków w Petersburgu. Od lipca 1914 służył w 223 Odojewskim Pułku Piechoty jako starszy podoficer, od marca 1915 do listopada 1918 przebywał w Tuchel w Niemczech jako jeniec. Od listopada 1918 był funkcjonariuszem Czeki. Od 1931 kandydat na członka, a od 1938 członek WKP(b). W 1937 komendant Zarządu NKWD obwodu zachodniego (późniejszy obwód smoleński), od marca 1938 do października 1941 komendant więzienia wewnętrznego NKWD obwodu smoleńskiego. Na tym stanowisku brał udział w mordowaniu polskich jeńców w Katyniu, za co 26 października 1940 został nagrodzony przez ludowego komisarza spraw wewnętrznych ZSRR Ławrientija Berię. Od marca 1942 do lutego 1946 szef Wydziału Komendanckiego NKWD/NKGB obwodu smoleńskiego, następnie na emeryturze.

## Odznaczenia
- Order Lenina (21 lutego 1945)
- Order Czerwonego Sztandaru (19 stycznia 1945)
- Odznaka „Zasłużony Funkcjonariusz Czeki/OGPU (XV)” (20 marca 1936)

I 2 medale.